# ليندا غودمان
ليندا غودمان (بالإنجليزية: Linda Goodman) هي مقدمة برامج إذاعية وكاتِبة وشاعرة أمريكية، ولدت في 9 أبريل 1925 في مورغانتاون في الولايات المتحدة، وتوفيت في 21 أكتوبر 1995 في كولورادو سبرينغس في الولايات المتحدة بسبب السكري.

## وصلات خارجية
- ليندا غودمان على موقع IMDb (الإنجليزية)